# パワーレンジャー

現在のロゴ

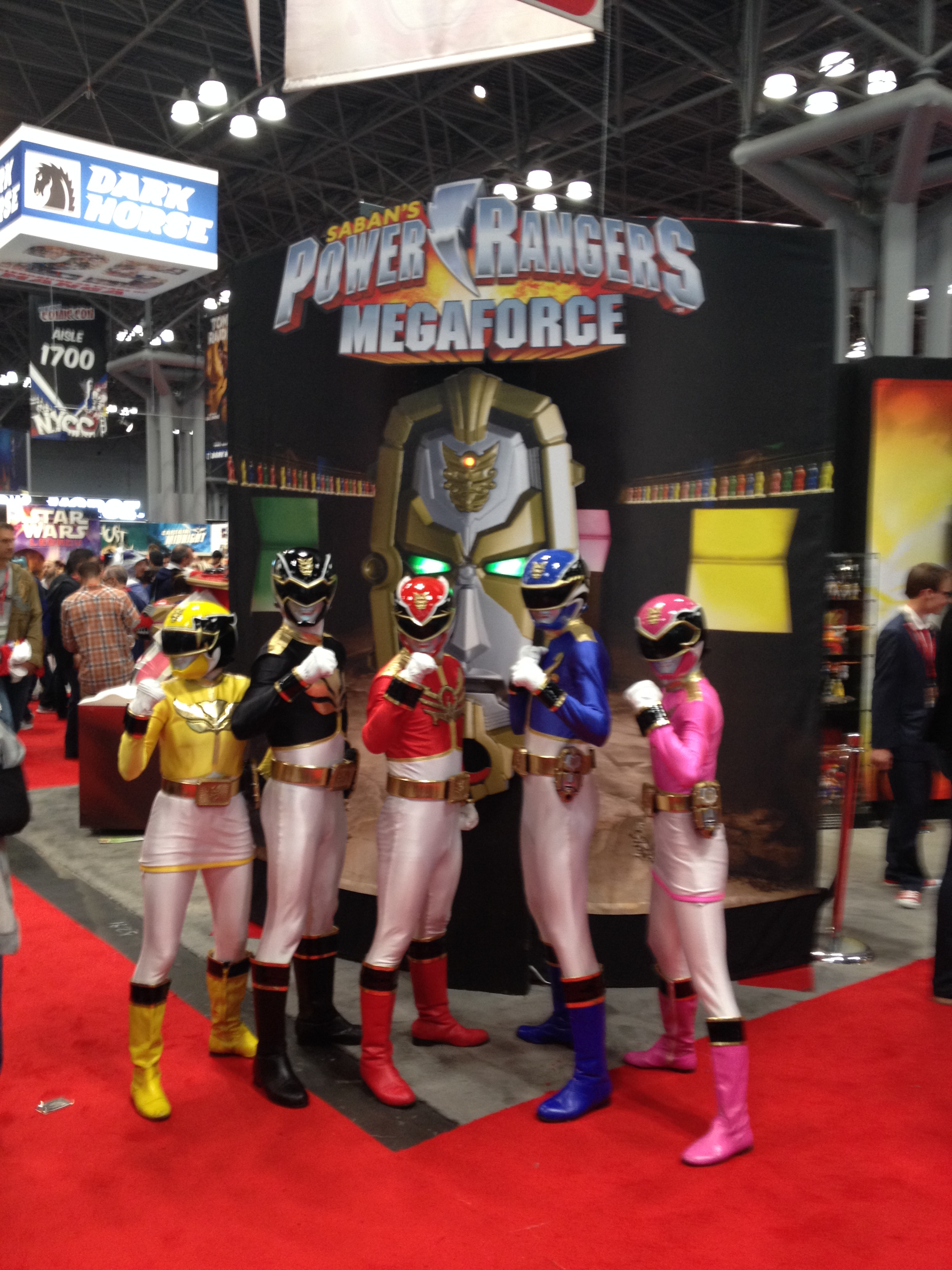
パワーレンジャーのコスプレ（2013年のニューヨーク・コミック・コンにて）

パワーレンジャー（英語: Power Rangers）は、シーズン30までは日本の特撮番組「スーパー戦隊シリーズ」をベースにした実写版スーパーヒーローのテレビシリーズを中心とした、アメリカ合衆国のメディア・フランチャイズである。
1993年に第1作『マイティ・モーフィン・パワーレンジャー シーズン1』よりシリーズ開始。以降、シーズン30までは原則として前年に日本で放送された「スーパー戦隊シリーズ」の作品をベースに制作・放送が行われた。
シリーズのクリエイターであるハイム・サバンは、日米の映像を組み合わせたハイブリッド作品が両国の文化の橋渡しになると述べているが、原作が日本の番組であることはアメリカではあまり言及されておらず、原作の制作会社である東映の評価には繋がっていないとされる。このためか、日本においても日本製コンテンツの成功例として紹介されることは少なく、東映やバンダイもパワーレンジャーの存在を積極的に紹介してはいない。
田﨑竜太によれば予算は日本の3倍程度とされ、戦闘シーンや特撮パートが流用できることから、それ以外の部分に時間をかけることができるというメリットがあるとされる。アメリカオリジナルで番組を作らない理由として、アメリカで特撮番組を作った場合、高額な制作費と長い撮影期間が必要になり、テレビ番組の予算では作れないというものがあるとされる。毎回新しいモンスターの着ぐるみを制作するということもアメリカでは不可能であり、東映の特撮関係のノウハウは世界で類を見ないものとされる。
ドラマパートの配役は初期メンバーの性別・人種などが可能な限り均等化するよう配慮されており、『ワイルドフォース』までは日本版のメンバーの中で女性が1人の場合、主に「イエロー」の性別を男性から女性に変更することもあった。
対象年齢は3歳から11歳までで、日本より少し上となっている。パワーレンジャーがヒットするまでアメリカには子供向け実写番組が存在しておらず、それがヒットした要因の一つと考えられている。ハイム・サバンが東映に交渉に訪れた際に「アニメは世界中から（アメリカに）入ってくるからいらない、実写番組が欲しい」、「毎週特撮番組を作れるのは東映だけだ」と鈴木武幸に語ったとされる。パワーレンジャー以前にも日本の特撮作品が放送されたことはあったが、地方局のみでの放送だったことや、日本人が主役であることなどから人気を得られず、現地俳優を起用したことが成功の要因の一つとされる。

## 歴史

### 前史
マーベル・プロダクション社長のマーガレット・ローシュは、東映のスーパー戦隊シリーズに注目していたスタン・リーから幾つかのビデオを観せられた。ローシュはこれらの特撮テレビドラマをかなり気に入り、英語吹き替えのパイロット版を制作し数々の放送局へ売り込みに行ったが、結果は不評に終わったという。
ハイム・サバンは1984年（1985年説も）に日本を訪れた際、スーパー戦隊シリーズを視聴し、興味を持つ。アメリカに帰国したサバンは日本から持ち帰ったビデオテープや玩具をシュキ・レヴィに見せ、「この番組は日本では人気があるが、世界では知られていない」と英語吹き替え版の制作を持ち掛ける。
1985年、サバン・エンターテイメント（当時はサバン・プロダクションズ）はスーパー戦隊シリーズの国際放映権（アジア地域を除く）を1話につき1万ドルで取得。『超電子バイオマン』の英語吹き替え版を制作を予定していたが、シュキ・レヴィがそれに反対したことにより、ドラマパートをアメリカで新規に撮影する制作法式が考え出され、パイロット版作品『Bioman』を制作。テレビ局に売り込むが、どこからも相手にされなかったという。
後年、フォックス放送の子供向け番組放送枠Fox Kidsを運営していたFoxキッズ・ネットワークの社長になっていたマーガレット・ローシュが、ヨーロッパ製アニメの売り込みに来たハイム・サバンに「違うものが欲しい」と要求。それを受けたサバンは「嫌われている作品である」ということを説明した上で『Bioman』を見せる。それを見たローシュは、この番組フォーマットなら今度こそスーパー戦隊シリーズを放送できると思い、すぐにサバンとの契約を決めたという。『Bioman』の出演者が役を再演することが年齢的に不可能であることなどから、新規に番組を作ることが決まる。

### サバン・エンターテイメント時代
1991年、サバン・エンターテイメントから東映にスーパー戦隊シリーズの輸入が打診される。サバン側は特撮作品に注目しており、数年かけて研究や準備を続けていた。東映は当初、米国展開に懐疑的だったが、東映スタッフとの会談の席でスーパー戦隊シリーズの主題歌を歌うなどしたサバンの熱意に押され、米国展開を決める。
ハイム・サバンはスーパー戦隊シリーズのドラマパートをアメリカ向けのストーリーに作り直し、戦闘シーンの映像は可能な限り日本の映像を流用しつつ、必要に応じてアメリカで撮影するというパワーレンジャーシリーズのコンセプトを東映側に提案。東映側はスーパー戦隊シリーズをそのままアメリカで放送したい意向だったが、日本人だけが出演する番組はアメリカでは受け入れられないことと、日本のアクション描写がアメリカの放送コードを通らないなどの事情から、スーパー戦隊シリーズをアメリカで放送することは難しいと言われた東映側は映像をサバン側に送り、アメリカで問題のあるシーンを指摘するように依頼。その結果、ほとんどのシーンがアメリカの放送コードに接触すると指摘される。その後も交渉が続けられ、完成した作品の形となった、1993年にシリーズ1作目となる『マイティ・モーフィン・パワーレンジャー』がFox Kidsにて放送開始。制作にあたって、単独のヒーローに慣れた米国人スタッフには5人組のヒーローへの違和感があったが、「皆で力を合わせ、欠点を補い合って戦う」点が米国になかったアイデアとして受け入れられた。
ルーカスライセンシング社のハワード・ロフマンに「日本の実写スーパーヒーローのガラクタではサバンがたいした成功をしないだろう」と言われ、フォックス放送社長のルーシー・サルハニーも難色を示していたが、アメリカで放送されるやたちまち大ヒットとなり社会現象となった。その人気たるや政治家がスピーチ会場にパワーレンジャーを呼び、人気取りをするほどだったという。特にグリーンレンジャー（ドラゴンレンジャー）登場編はアメリカの子供番組史上で最高の視聴率を記録した。本来は全40話で終了する予定だったが、この人気を受けて60話まで延長され、これ以降のシリーズ化も決定した。
人気のピークだった1994年には、バンダイアメリカが発売した変形するヒーロー人形は1年で1600万個以上売れるシリーズ最大のヒット商品となり、1994年当時トイザらスのCEOだったマイケル・ゴールドスタインは「（パワーレンジャーの玩具は）入荷した当日か翌日には全て売切れてしまう」と述べ、同年にはハロウィン用のパワーレンジャーコスチュームが過去最高の売り上げを記録している。
同年のアメリカにおけるパワーレンジャー関係の売り上げは10億ドルを超えたとされ、全世界合計では16億ドルを記録した。バンダイのパワーレンジャー玩具の売り上げは1993年の27億円から大きく伸び、アメリカ国内では320億円、全世界合計では400億円となった。同年のサバン社の利益は5億ドルを超えたと言われている。
アーノルド・シュワルツェネッガー主演の『ジングル・オール・ザ・ウェイ』は、クリスマスにパワーレンジャーの玩具が入手困難になる現象に着想を得て制作された。
吉川進は「パワーレンジャーで国外にマーケットが広がったことで、終了が決定的になっていたスーパー戦隊シリーズの継続が可能となった」と述べ、東映内部の格付けにおいて最下位に位置していた子供向け番組の地位向上にも繋がったとしている。
反ドラッグ・反暴力プログラムNPO、D.A.R.E.のキャラクターに採用されており、キャンペーンCMなどが制作された。
1995年にテレビシリーズの成功を受けて、『パワーレンジャー 映画版』が20世紀フォックス主導で制作され、同年の子ども向け映画における興行収入第10位の作品となった。1997年には『パワーレンジャー・ターボ・映画版・誕生!ターボパワー』が制作され、20世紀フォックス配給で公開された。

### ディズニー時代
2001年7月にFOXファミリー・ワールドワイドがウォルト・ディズニー・カンパニーの傘下となることが決定し、その影響でサバン・エンターテイメントもディズニーの傘下となりBVSエンターテイメントに社名を変更。
第10シーズンとなる『パワーレンジャー・ワイルドフォース』以降の作品はディズニー（ブエナ・ビスタ）制作・配給となり、放送局もフォックス放送からABC放送、ABCファミリー、トゥーン・ディズニーなどのディズニー傘下の局になった。
第11シーズン『パワーレンジャー・ニンジャストーム』からは正式なディズニー制作による作品となるが、本シリーズのような特撮作品の制作費がディズニーの予想より高額だったため、制作費の削減を求めた結果、撮影ロケ地がニュージーランドに変更された。ニュージーランドに撮影地が変更された理由はディズニーはディズニー・チャンネル・オリジナル・ムービーをニュージーランドで撮影した経験から現地のスタッフの実力など制作体制に問題が無く、当時、ニュージーランドが英語圏で一番物価が安い国であることと、風景が日本に似ていることなどが理由とされる。
ニュージーランドで撮影を行えばアメリカの半分から2/3程度のコストで制作が行えるとディズニーは予想していたが、NZドルの為替レートが値上がりした影響でアメリカ資本である本シリーズは制作費が減ってしまった。
ディズニーの意向により、原作のコンセプトとキャラクターデザイン、巨大戦の映像のみを流用し、オリジナルの世界観を作り込む方針となった。放送局の数が多いアメリカにおいてテンポの悪い番組は子どもに飽きられてしまうということをディズニーは意識しており、アクションがメインでドラマが短いパワーレンジャーシリーズにシチュエーション・コメディの手法を取り入れることで話の展開を早め、3分に1回はコメディシーンかアクションシーンを入れることで視聴者である子どもに飽きられない番組作りが行われていた。
『ニンジャストーム』以降はオークランドにあるスタジオ・ウェストで撮影が行われ、『パワーレンジャー・S.P.D.』から『パワーレンジャー・RPM』まで制作プロダクションだったレンジャー・プロダクションズは同社の敷地内にあった。ディズニーがスタジオを新設したこともあり、一つのスタジオがパワーレンジャーのためだけに機能するという理想的な制作環境となった。
『ニンジャストーム』以降、撮影ロケ地が日本とは季節が逆であるニュージーランドに変更されたことと、撮影期間がこれまでの約10ヶ月から半年に短縮された影響で原作となるスーパー戦隊の撮影期間とのタイムラグが短くなり、本シリーズの撮影が原作の撮影に追いついてしまい、原作と並行して制作されることもあった。
サバン時代は原作の放送終了後に制作が開始されていたが、ディズニー制作になって以降は原作から半年遅れで制作が開始されるようになっており、原作の情報を早めに得る必要ができたことから、東映側スタッフと協力する機会が増したとされる。
ニュージーランドが冬となる5月から8月までは撮影が休止されるため、その時期には坂本浩一が日本に赴き、東映側スタッフと打ち合わせを行い、原作の中盤以降のストーリーを確認して本シリーズのストーリーに反映させていた。それと並行して来シーズンのプリプロダクションも始まる。
小道具やレンジャーのスーツなども以前は原作の撮影終了後に現地に送っていたが、ニュージーランド撮影になって以降は原作の制作が始まった段階でアメリカ側が東映が制作したカタログをもとにレインボー造型企画に必要な物を発注し、新規に制作するという形を取っている。
第17シーズン『RPM』をもってパワーレンジャーシリーズの制作は打ち切りとなり、2010年は『マイティ・モーフィン』のシーズン1のリマスター版が32話まで放送された。坂本浩一によればこれはサバンへの権利譲渡の手続きに時間がかかるため、シリーズの制作を停止する必要があったとされる。
サバン・ブランドによるシリーズ買収の際、ディズニーは「もはやこの番組は我が社の戦略にフィットしない」と述べている。

### サバン・ブランド時代
2010年5月、ハイム・サバン率いるサバン・キャピタル・グループは2008年から続く交渉の結果、パワーレンジャーの権利を4300万ドルでディズニーから買収。
サバンは東映と新シリーズ制作配給の契約を結び、バンダイ・アメリカとアジアを除いた地域のマスタートイライセンス契約を結ぶ。
サバン・キャピタルは本シリーズの買収と同時にブランド管理会社サバン・ブランドを設立し、2011年の『パワーレンジャー・サムライ』以降、同社が本シリーズの制作・配給を手がけている。シリーズの著作権はBVSエンターテイメントからSCG Power Rangers LLCに移行。放送局はニコロデオンに変更され、2021年までの放送が決定している。
サバンの意向でサムライ以降の作品は2シーズン制となり、1作品の放送期間が2年に変更された。
サバン・ブランドはテレビ放送に加え、DVD/Blu-ray・携帯連動・ゲーム・仮想空間・ソーシャルメディア・ライブイベント・家族ツアーなどの展開を示唆しており、サバンが番組の配給、バンダイが玩具、バンダイナムコゲームスがゲームをそれぞれ担当するとしている。
撮影はディズニー時代に続いてニュージーランド・オークランドのスタジオ・ウェストで行われている。
サバン・ブランドは原作となるスーパー戦隊シリーズに忠実な番組作りを目指し、新規戦闘シーン撮影を行わない方針となった。
2014年にサバン・ブランドはライオンズゲートと共同でパワーレンジャーの新作映画を制作すると発表。2017年に映画『パワーレンジャー』が公開された。

### ハズブロ時代
2018年2月、サバン・ブランドとバンダイ・アメリカはパワーレンジャーのマスタートイライセンス契約を更新しないことを発表。新たに元バンダイ・アメリカ社長のブライアン・ゴールドナーがCEO（当時）のハズブロが2225万ドルでマスタートイライセンスを取得。その後、ハズブロは方針を転換し、サバン・ブランドから5億2200万ドルでパワーレンジャーシリーズのほか、サバン・ブランドが保有している複数のブランドを買収することを発表。同年6月12日に買収は完了し、2019年以降は同社が本シリーズを制作し、ハイム・サバンは『パワーレンジャー・ビーストモーファーズ』ではコンサルタントとしてかかわった。
ハズブロはスーパー戦隊シリーズの映像に依存しない完全オリジナルのパワーレンジャーを作る事を最初から考えていたが、買収前にサバンがニコロデオンと結んだ3年契約延長のため、『ビーストモーファーズ』と『パワーレンジャー・ダイノフューリー』を制作。『ダイノフューリー』は1シーズン全22話予定だったが、完全オリジナルシリーズ制作が遅れている為、コンテンツを維持する為に2シーズン全44話に延長され、30周年に合わせてシーズン3を『パワーレンジャー・コズミックフューリー』として更に延長した。Global Nerdzのインタビューで『コズミックフューリー』までショーランナーを務めたサイモン・ベネットは「完全オリジナルの制作は早くて2024年末制作、2025年公開になるだろう」と、予測した。しかし、同時に、ハズブロとNetflixがこのプロジェクトに投資するという商業的な意欲を持ってほしいとも述べた。ベネットはまた、ハズブロにとってパワーレンジャーはもはや優先事項ではなく、ブランドが優先事項ではない場合、大規模な投資が必要となるリブートのようなプロジェクトに企業が熱心になるのは難しいとも述べた。事実、エンターテインメント・ワン（現：ハズブロ・エンターテインメント（英語版））とパワーレンジャーの買収はブライアンの独断によるものであり、ハズブロの研究開発室には相談が無かった。彼が2021年10月12日に亡くなりCEOが変わってからは優先事項ではなくなり、後述の通りNetflixと共同開発してた再起動計画が打ち切られ玩具の製造も休止になった。
『ダイノフューリー』のシーズン2からは、Netflixの独占配信作品に移行した。
『ダイノフューリー』以降の展開をベネットは「これまではハイム・サバンの意向で制作面における暗黙の了解的なものが多々あったが、サバンがかかわらなくなったため、連続ドラマ性を強めたり、単純な悪役ではない視聴者に共感を持たれるような悪役を登場させることが可能になった」と述べている。さらにストーリー構成について「日本のストーリーを翻案したり、追従したりすることはしない。日本のストーリーはアメリカの視聴者には文化的な関係から受け入れられるとは限らない。原作の必要不可欠な要素は取り入れつつオリジナルのストーリーを作る」と述べている。
前述した通りハズブロはスーパー戦隊シリーズに依存しない完全オリジナルとしてパワーレンジャーを再始動させることを2021年に発表。ジョナサン・エントウィッスルを責任者とする映画や複数のテレビシリーズからなるシェアード・ユニバース作品が作られ、Netflixで配信されることが発表された。2022年にはジェニー・クラインもショーランナーとして参加すると発表された。それに伴いシリーズ再始動に伴い『マイティー・モーフィン』から『コズミックフューリー』まで30年続いた形式のシリーズが終了した。シリーズを再起動するまで本編および玩具展開が休止に入り、休止は2025年末まで続くのではないかと『マイティ・モーフィン』に出演したデビット・ヨーストは推測した。
しかし2024年6月11日、TVLineの報道によるとNetflixで2年以上開発されてきたパワーレンジャーシリーズの再起動計画が終了し、ハズブロ・エンターテインメントは、新たなパートナーとともに、このシリーズの新たな創造的方向性を模索しているという。
そして2025年3月19日、ジョナサン・E・スタインバーグとダン・ショッツが、ディズニー+と20世紀テレビのパワーレンジャーの脚本、ショーランナー、プロデューサーについて交渉中であると、TheWrapが独占的に入手した。 デッドラインのインタビューで東映の吉村文雄代表取締役は本作の制作は事実だが東映は関与しないことを認めた。同社はシリーズの宣伝に協力できるが、「東映には、潜在的なパートナーがこの複雑な状況を乗り越えられるよう支援する経験豊富な国際制作およびライセンスチームがいる」とコメントした。それでも、同インタビューの中で、彼はハズブロとの提携条件は依然として堅固で強固であり、スーパー戦隊シリーズや仮面ライダーシリーズとともにパワーレンジャーのブランドを拡大するつもりであることを明らかにした。
また玩具については、2024年4月にハズブロはプレイメイツ・トイズとアジアを除いた地域のグローバルライセンス契約を結んだことを発表した。2025年からはプレイメイツ・トイズがパワーレンジャーのフィギュア、ぬいぐるみ、なりきり玩具など様々な玩具を展開していく。また同年秋から『マイティー・モーフィン・パワーレンジャー・リ・イグニッション』を発売する。それに併せてプレイメイツ・トイズはハズブロと協力し、『マイティ・モーフィン』の全3シーズンをAIでリマスターし、『マイティ・モーフィン』のシーズン1が2025年7月にNetflixとYouTubeで最初にプレミア公開されると付け加えた。

## 作風

### 制作の流れ
鈴木武幸によれば日本のスーパー戦隊シリーズの作品の企画段階で、アメリカ側にモチーフなどを伝えており、アメリカ側から難色を示されることもあったが、最終的には受け入れられている。鈴木はアメリカを意識してスーパー戦隊シリーズのモチーフを決めたことは無いとしており、「アメリカ側が嫌なら2年続ければ良い」と述べている。
シリーズ初期はスタッフは翻訳されていない原作の映像を内容を理解できないまま視聴して俳優や日本語の映っていないシーンを抜き出して脚本に組み込んでいたが、『ターボ』の時期からは坂本浩一が脚本会議の際に原作の内容を通訳するようになり、原作のストーリーの要素も取り入れられていった。
『ワイルドフォース』までは原作となるスーパー戦隊シリーズの映像を分析し、ストーリーや使用できる映像をまとめ、その情報をもとにプロデューサーのジョナサン・ヅァクワーと坂本浩一がシーズンの方向性を決めていた。
ディズニーで制作されるようになってからは原作の放送中に制作がスタートしていたため、東映から送られた原作の映像を主要スタッフが同時通訳を聞きながら視聴し、撮影開始前の段階でシーズン全体の3分の1の構成を決め、残りは日本から送られてくる情報をもとに構成を決めていた。
日本では定着しているヒーローによる名乗りだが、アメリカには名乗りをあげる文化が無いため、アメリカ人スタッフには敵を前にしてポーズをとり続ける行為を理解できず、名乗りシーンのカットを提案されたが、日本側が「名乗りを入れないのなら輸出はしない」と拒否したとされる。これは歌舞伎や時代劇が原点にある日本と、西部劇が原点にあるアメリカの文化の違いもあったとされる。日本側との話し合いの結果、アメリカ側も理解を示したことでパワーレンジャーにおいても名乗りは定着し、2018年時点では日本側スタッフ以上にアメリカ側スタッフが名乗りを好んでいるとされる。

### キャスティング
多民族国家であるアメリカの事情を反映して、性別・人種などが可能な限り均等になるよう配慮の上で制作されている。人種に関しては均等にしなければならないという決まりがあるわけでなく、幅広い視聴者層に受け入れて貰うために様々な人種の俳優を起用しているとされる。『ニンジャストーム』以降は撮影地であるニュージーランドとオーストラリア、カナダの俳優を中心にキャスティングが行われている。これはアメリカの俳優は映画俳優組合などの関係により、アメリカ国外で活動を行うことが難しいといった事情があるとされ、準備から完全パッケージメディアまでをニュージーランド国内で行えば国から助成金がでることも理由となった。キャスティングの問題点としては東洋系の俳優が不足しているとされる。
俳優が変身前のアクションをこなすことを前提に制作されており、原作であるスーパー戦隊シリーズに比べ、役者自身によるファイトシーンが多くなっている。パワーレンジャー役の俳優はいずれも格闘技や体操の経験のある者が選ばれており、撮影開始前の2週間はスタントマンとともにヒーローアクションのトレーニングを毎日4時間受けている。
原作となるスーパー戦隊シリーズに出演した幹部役の俳優の起用をアメリカから打診されることもあるが、曽我町子などを除いて実現に至っていない。

### ストーリーなど
日本のスーパー戦隊とは違い全作品の世界観が繋がっており、初代から『イン・スペース』までは登場人物が前作から引き続き登場するという流れになっていたが、ファンの世代交代などもあり、『イン・スペース』以降の作品は1作ごとに話が分かれるようになった。
当初、原作は使える映像を探すだけの存在として扱われていたが、シリーズが進むに連れてストーリーと映像が噛み合っていないという問題も起きたことから、ストーリーなども原作を参考にするようになる。
初期シリーズは学園ドラマを主体とし、「敵が現れたから戦う」といった単調なストーリーだったが、『ターボ』の後半からはシリーズ全体のストーリーを作るなどし、『イン・スペース』以降はSF要素が強まっていった。またディズニー制作になってからは「現代の若者に反映される内容にしたい」という要望もあって現代的な描写や、コメディ要素が増え、日常描写に力を入れるようになり、台詞量が倍増した。
サバン制作の作品ではスーパー戦隊シリーズを意識したヒーロー的な台詞回しが行われているが、ディズニーは自然な台詞回しを望み、現代の若者の雰囲気を出すことを要望した。
東映はパワーレンジャーの制作には技術面のアドバイスなどは行っているが、内容面はアメリカ側に任せている。

### 撮影・ロケーション
日本のスーパー戦隊シリーズではドラマパートと戦闘シーンは1班で撮影され、巨大ロボの登場シーンのみ別班が担当することが多いが、パワーレンジャーではドラマパートを撮影するメインユニットと戦闘シーンなどを撮影するセカンドユニットの2班に分かれて撮影されている。本来、セカンドユニットは俳優の顔が映らないシーンやインサートシーン、スタントシーンなどを撮影するメインユニットの補佐的な存在だが、パワーレンジャーにおいては俳優の顔が映らない変身後のシーンが多いため、台本をシーンごとに分けて担当シーンはセカンドユニットがすべて撮影する手法がとられた。パワーレンジャーには日本の特撮監督にあたるスタッフが存在しないため、セカンドユニット監督がそれらの仕事も兼ねている。シリーズ最新作の『コズミックフューリー』まで、約30年に渡ってパワーレンジャーのセカンドユニット撮影はアルファスタントが担当している。
それぞれ班は干渉せずに撮影を行っていたが、第3シーズンの時期から2班が協力して撮影を行うようになったとされる。日本の映像を流用するため、撮影スケジュールは短く、9日から12日で3話分の撮影が行われる。
ニュージーランドで撮影が行われるようになってからは原作のロケ地に似た場所を探してリストを作り、原作のロケ地に合わせた撮影が行われている。
ロサンゼルスでは映画産業が豊富なことから街中での撮影許可が取りやすいが、森などの自然を表現することが難しく、ニュージーランドでは自然の撮影は容易だが、街中での撮影が週末などにしか行えないという問題点があるとされる。ワイヤーアクションが多いことから、ワイヤーを吊るすクレーンが入れる場所であることも重要とされる。

### アクション・戦闘シーン
初期の作品では変身後の戦闘シーンは戦隊のものを編集して作られており、ドラマパートと繋がらないシーンなどは日本から送られてきたスーツを使って撮り足すという手法がとられていた。
第1シーズンの後半に原作である『ジュウレンジャー』の映像を使い果たしたため、日本にてアクションシーンの追加撮影が行われた。しかしこの方法では効率が良くないと判断されたことから、アメリカで戦闘シーンを撮影する方針が取られた。
当初は現地のスタッフ・スタントマンがアクションを担当していたが、完成した映像に制作側が難色を示したこと、アクション監督のジェフ・プルートが「スタントマンが良くない」と不満を述べたため、日本からスタントマンを招集することが決定。日本人スタントマンの参加後、プロデューサーがジェフ・プルートのアクションに難色を示し、第2シーズンの終盤からは坂本浩一に変更された。
以後、基本的にレンジャーのスーツアクターは日本人が担当している。坂本浩一によれば、パワーレンジャーの制作のためには、最低でも10人程度の日本人スタントマンが必要だとしている。日本人スタントマンはアルファスタントが用意した住宅でシェアハウス的な生活を行うとされる。
日本ではアクション監督や殺陣師が1人でアクションを仕切るが、パワーレンジャーのアクションは参加しているスタントマンたちの意見を聞き、それを尊重したアクション作りが行われている。
初期10シーズンのプロデューサーだったジョナサン・ヅァクワーは坂本浩一や田﨑竜太など日本の監督に関しては日本式のやり方で演出するように依頼しており、現場のスタッフは日本のやり方に困惑していたものの、シリーズが進むにつれて理解を得られたとされている。
シリーズが進むに連れて現地で撮影される映像も多くなり、2008年ごろには巨大戦を除くほとんどのアクションが新規に撮影されている。これには日米の放送コードの違いから流用できない映像があることなども原因の一つとされる。
パワーレンジャーにおけるアクションの方針として、坂本浩一は「日本のアクションに香港アクションを取り入れ、新しいものを作る」と述べており、香港風のワイヤーアクションやボディアクションが多用されている。アメリカではバイク玩具の人気が高いことを受けて、バイクアクションも多い。
生身の格闘シーンでは攻撃した際の効果音は金属音が使われている。本シリーズの戦闘シーンは格闘技の試合のような描写がされ、痛みを感じさせるような描写は厳禁とされる。
規制に触れないかぎり自由なアクションができるため、様々なアクションをパワーレンジャーのアクションスタッフが試すことが出来たという。
『イン・スペース』以降、一部の作品を除いて主にレッドレンジャーが装着する強化アーマー「バトライザー」が登場するが、これは強化アーマーを装着したレンジャーの玩具のセールスが好調だったことから、テレビシリーズにも反映された形となっている。当初東映ではレンジャーにオリジナルの装備をさせることを許可していなかったが、これはアメリカで装備を作ると安全性や装着性を優先してデザインが二の次になってしまうという点に難色を示したためとされる。
メガゾードの戦闘シーンは日本の映像が主に使用されているが、アメリカ人にはミニチュア特撮が巨大なロボットの戦いに見えず、玩具の街にいるようにしか見えないという事情から、CGや合成カットを中心に流用し、ミニチュアセットが映るシーンが少なくなるように編集されている。巨大戦が流用映像中心なのは、アメリカには日本における特撮班が無いため、巨大ロボのシーンを撮影した場合に映画並みの予算と時間が必要になるためとされている。

### 規制など
アメリカの子供番組では表現上の規制が厳しいため、たとえ悪役でも人間が死亡したりすることは基本的に厳禁とされている。モンスターは原作同様に普通に倒されているが、モンスターは人間ではないことを強調する描写を入れなければならず、倒されて爆発するシーンにはファンタジー的な描写を入れなければならないとされる。顔出しの幹部などは倒されても封印されるか、浄化されて善人になるなどして死の描写を避けている。
顔や腹への攻撃や倒れた相手を攻撃するシーンは流用できず、新規撮影部分においても禁じられている。ディズニー制作作品ではさらに胸への攻撃も禁じられたため、そのようなシーンがある場合は攻撃を防御する描写を入れなければならないとされる。
日本では普通に行われている片手を掲げるガッツポーズはアメリカではタブーとされており、坂本浩一は原作に存在していると一番困る描写だと述べている。他にサムズアップ（『オペレーション・オーバードライブ』以降）もディズニーの意向で使えないとされる。
東映側はアメリカの規制に合わせてスーパー戦隊シリーズのアクション描写を変えるなどといったことはせず、アメリカ向けのアクション描写はアメリカ側で撮影するようにと伝えたとされる。

## 玩具
アメリカのキャラクタービジネスは映像作品より玩具展開が先行することが通例となっており、パワーレンジャーの玩具展開も番組の放送が開始される2ヶ月から3ヶ月前から開始される。販売スケジュールの関係もあり、初期を除いて本シリーズの玩具の開発は原作となるスーパー戦隊シリーズの玩具開発と平行して行われている。玩具の年間売り上げは平均して1億ドル前後とされる。
本シリーズの玩具購買層は初期シリーズでは3歳から16歳程度、男児だけではなく女児のファンも多かったため、女児向けの商品も販売された。2001年ごろは購買層が下がり、男児中心となっている。
日本のスーパー戦隊シリーズでは合体ロボットが主力だが、パワーレンジャーの主力はアクションフィギュアである。売り上げの比率はフィギュア、合体ロボット、なりきり玩具の順となっており、2011年時点では、玩具売り上げの66.5パーセントがアクションフィギュアとなっている。フィギュアの売り上げはレッドレンジャーが一番高く、途中から登場する6人目のレンジャーもレッドと同じ程度売れるとされる。ピンクやイエローなどの女性キャラクターのフィギュアの製造数は少な目となっている。
日本では悪役の玩具は売れないため、発売される玩具が総じて戦隊側が主流なのに対し、パワーレンジャーのアクションフィギュア分野においては日本で発売がされていない敵側の人形も作られているが、番組の設定やストーリーが作られる前に開発が行われるため、玩具化されたモンスターが番組に登場しないということもある。ゲストのモンスターも玩具化されたシリーズ初期を除いて、悪役の玩具は戦闘員と幹部がそれぞれ1体ずつが基本となっているが、外見が良いと判断されればゲストのモンスターも玩具化することもあるとされる。
初期の巨大ロボのDX玩具は日本で製作された玩具に依存しているものが多かった。日米の安全基準の違いやコスト削減などの理由から、パワーレンジャー版では金属パーツがプラスチックになっている、塗装が省略されている、鎖状のパーツが紐になっているなど、仕様が異なる物が多い。DX玩具の価格は日本の半分程度となっている。『ワイルドフォース』以降では変身アイテムやDX玩具は基本的にバンダイアメリカ側で新しく設計されるようになっており、日本版との互換性も無くなった。
玩具オリジナルの商品なども販売されている。日本においてテレビ番組に登場しない商品を売ってはならないという考え方が強いが、アメリカにおいてはオリジナル商品が販売されることが本シリーズ開始以前からの通例となっている。これは日米の国民性の違いによるもので、日本ではテレビ番組そのままのデザインの玩具が売れるが、アメリカでは追加パーツのついた玩具が売れるとされる。フィギュアに対応した乗り物の玩具も人気が高い。
アメリカではトレーディングカードが盛んなため、本シリーズもパック売りや、カジリオンでカードが販売され、カード付のフィギュアなども展開された。

## 国際展開
本シリーズを放送している国は2006年の段階では65ヶ国、2011年の段階では100ヶ国を越え、玩具展開を行っている国は約60ヶ国以上にわたる。サバン・ブランドによるシリーズ買収以降、本シリーズの国際配給はマービスタ・エンターテイメントが行っている。

### ヨーロッパ
フランスをはじめとするヨーロッパの国々ではかつて、日本の戦隊シリーズをそのまま現地語に吹き替え、バイオマンシリーズと称して放送していたが、本シリーズが誕生してからはそちらを放送するようになった。2001年以降、フランスにおいて本シリーズの人気は低迷したが、2010年以降は盛り返しを見せている。2017年11月からビズメディア・ヨーロッパが本シリーズのライセンスとマーチャンダイジングエージェント業務を行っている。
ノルウェーでは1993年に発生した子供が他の子供の腹を蹴って死なせるという事件を受けて放送禁止措置がとられ（後に事件とパワーレンジャーは無関係と判明した）、デンマーク、スウェーデンでも放送が打ち切られた。
1994年にドイツで放送が開始。翌年フィンランドで放送が開始。他にイギリス、イタリア、ベネルクス（ベルギー、オランダ、ルクセンブルク）などでも放送されている。

### 中南米
ブラジルなどでは過去にスーパー戦隊シリーズの現地語吹替版が放送されていたが、本シリーズの放送が開始されてからはそちらを放送している。
1999年以降、中南米における本シリーズの玩具展開はハズブロに権利が移るまではマテルが行ってた。2014年から本シリーズを放送しているカートゥーン ネットワーク・ラテンアメリカは中南米における本シリーズのマーチャンダイジング・エージェントも兼ねている。

### アジア
日本人が受け入れられやすいとのことから、東南アジアなどでは日本版の戦隊シリーズをそのまま放送している国が多い。マレーシアではスーパー戦隊シリーズと本シリーズが平行して放送されている。英語が公用語であるシンガポールでは本シリーズを英語版のオリジナルのまま放送している。他にはインドなどでも放送。

#### 韓国
韓国でもかつて本シリーズの放送が行われていたが、2004年に『爆竜戦隊アバレンジャー』が『パワーレンジャー・ダイノサンダー』のタイトルで放送されて以降、原則として前年に日本で放送されたスーパー戦隊の吹き替え版を『パワーレンジャー』のタイトルで放送する形式となっている。鈴木武幸は「韓国はアメリカ側のテリトリーだが、日本の作品を放送している」と述べている。
なお2010年は『侍戦隊シンケンジャー』ではなく、『百獣戦隊ガオレンジャー』（パワーレンジャー・ジャングルフォース）が放送され、2011年は『天装戦隊ゴセイジャー』（パワーレンジャー・ミラクルフォース）、2012年は『海賊戦隊ゴーカイジャー』（パワーレンジャー・キャプテンフォース）が放送されている。『キャプテンフォース』では作中におけるチェンジフォームとして登場した、未放映の『忍風戦隊ハリケンジャー』と『シンケンジャー』がそれぞれ『ニンジャストーム』『ブレイドフォース』としてネーミングされている。また、『獣電戦隊キョウリュウジャー』（パワーレンジャー・ダイノフォース）は現地キャストによる続編『獣電戦隊キョウリュウジャーブレイブ』（パワーレンジャー・ダイノフォースブレイブ）の制作が発表されている。
韓国では過去にも『超新星フラッシュマン』（地球防衛隊フラッシュマン）などの作品が、VHSソフトとしてリリースされたことがある。
| 放送年 | タイトル                                                                                   | オリジナル                                       |
| ------ | ------------------------------------------------------------------------------------------ | ------------------------------------------------ |
| 1994年 | 무적 파워레인저 インビンシブル・パワーレンジャー[107]                                      | マイティ・モーフィン・パワーレンジャー シーズン1 |
| 1998年 | 지오레인저 ジオレンジャー                                                                  | パワーレンジャー・ジオ                           |
| 1999年 | 메가레인저 メガレンジャー                                                                  | パワーレンジャー・イン・スペース                 |
| 2001年 | 파워레인저 레스큐 パワーレンジャー・レスキュー                                             | パワーレンジャー・ライトスピード・レスキュー     |
| 2003年 | 파워포스레인저 パワーフォースレンジャー                                                    | パワーレンジャー・ワイルドフォース               |
| 2004年 | 파워레인저 다이노썬더 パワーレンジャー・ダイノサンダー                                     | 爆竜戦隊アバレンジャー                           |
| 2005年 | 파워레인저 S.P.D パワーレンジャー・S.P.D[108]                                              | 特捜戦隊デカレンジャー                           |
| 2006年 | 파워레인저 매직포스 パワーレンジャー・マジックフォース                                     | 魔法戦隊マジレンジャー                           |
| 2007年 | 파워레인저 트레저포스 パワーレンジャー・トレジャーフォース                                 | 轟轟戦隊ボウケンジャー                           |
| 2008年 | 파워레인저 와일드스피릿 パワーレンジャー・ワイルドスピリット                               | 獣拳戦隊ゲキレンジャー                           |
| 2009年 | 파워레인저 엔진포스 パワーレンジャー・エンジンフォース                                     | 炎神戦隊ゴーオンジャー                           |
| 2010年 | 파워레인저 정글포스 パワーレンジャー・ジャングルフォース                                   | 百獣戦隊ガオレンジャー                           |
| 2011年 | 파워레인저 미라클포스 パワーレンジャー・ミラクルフォース                                   | 天装戦隊ゴセイジャー                             |
| 2012年 | 파워레인저 캡틴포스 パワーレンジャー・キャプテンフォース                                   | 海賊戦隊ゴーカイジャー                           |
| 2013年 | 파워레인저 고버스터즈 パワーレンジャー・ゴーバスターズ                                     | 特命戦隊ゴーバスターズ                           |
| 2014年 | 파워레인저 다이노포스 パワーレンジャー・ダイノフォース                                     | 獣電戦隊キョウリュウジャー                       |
| 2015年 | 파워레인저 트레인포스 パワーレンジャー・トレインフォース                                   | 烈車戦隊トッキュウジャー                         |
| 2016年 | 파워레인저 닌자포스 パワーレンジャー・ニンジャフォース                                     | 手裏剣戦隊ニンニンジャー                         |
| 2017年 | 파워레인저 다이노포스 브레이브 パワーレンジャー・ダイノフォース・ブレイブ                  | オリジナル                                       |
| 2017年 | 파워레인저 애니멀포스 パワーレンジャー・アニマルフォース                                   | 動物戦隊ジュウオウジャー                         |
| 2018年 | 파워레인저 갤럭시포스 パワーレンジャー・ギャラクシーフォース                               | 宇宙戦隊キュウレンジャー                         |
| 2019年 | 파워레인저 다이노서울 パワーレンジャー・ダイノソウル                                       | 騎士竜戦隊リュウソウジャー                       |
| 2020年 | 파워레인져스 루팡포스 VS 패트롤포스 パワーレンジャー・ルパンフォース VS パトロールフォース | 快盗戦隊ルパンレンジャーVS警察戦隊パトレンジャー |
| 2021年 | 파워레인저 젠카이저 パワーレンジャー・ゼンカイジャー                                       | 機界戦隊ゼンカイジャー                           |
| 2022年 | 파워레인저 돈브라더즈[109] パワーレンジャー・ドンブラザーズ                                | 暴太郎戦隊ドンブラザーズ                         |
| 2024年 | 파워레인저 킹덤포스 パワーレンジャー・キングダムフォース                                   | 王様戦隊キングオージャー                         |
| 2025年 | 파워레인저 붐붐포스 パワーレンジャー・ブンブンフォース                                     | 爆上戦隊ブンブンジャー                           |
- パワーレンジャーとして放送していないスーパー戦隊作品は割愛。

#### 日本
1995年から1996年に原作であるスーパー戦隊を放送しているテレビ朝日にて、第1作のシーズン1途中まで放送された後、1998年から2003年にかけてスーパーチャンネルで第1作から『ライトスピードレスキュー』まで放送された（第2シーズン終盤と第3シーズン、『ジオ』を除く）。若松豪は「CSでは具体的な視聴率がわからず、玩具展開なども行われていないため、日本での知名度や人気の高さが測れない」と述べている。
2011年より東映による「パワーレンジャー日本語吹替版プロジェクト」が始動。東映チャンネルにて2011年に『S.P.D.』、2012年に『ミスティックフォース』と続けて放送された後、『オペレーション・オーバードライブ』から『RPM』までの作品を飛ばし、2013年より『サムライ』、2014年には続けて『スーパーサムライ』が放送された。2016年から『メガフォース』が字幕版で放送された。
本シリーズの日本語吹替版において、原作であるスーパー戦隊シリーズに出演した俳優が起用されていることがあるが、小川輝晃は「純粋に作品を楽しんで欲しい、自分たちの顔をイメージすると作品が見えなくなってしまう」と述べている。

### 中東
イスラエルでは最も愛されているテレビ番組に選出されている。他にはドバイなどでも放送されている。

### その他の国
カナダではYTVで放送されているが、ノルウェーでの事件を受けて一度放送禁止となっている。『ニンジャストーム』以降、撮影地となっているニュージーランドでは1993年に放送が開始されたが、ノルウェーでの事件を受けて、暴力番組として同年中に打ち切りとなり、その後『パワーレンジャー・サムライ』から放送を再開した。他にはオーストラリア、南アフリカ共和国などでも放送。

## スーパー戦隊シリーズとのコラボレーション
塚田英明と坂本浩一が親しかったことから塚田の提案で『魔法戦隊マジレンジャー』のオープニングの一部の撮影がパワーレンジャーシリーズのスタッフの協力の下、ニュージーランドで行われた。これがきっかけとなり、『S.P.D.』のバトライザーが『魔法戦隊マジレンジャーVSデカレンジャー』に貸し出され、『獣拳戦隊ゲキレンジャー』においてもオープニングの一部がニュージーランドで撮影されている。
2015年放送の『手裏剣戦隊ニンニンジャー』第34話にて、偶然来日していた『パワーレンジャー・ダイノチャージ』のコーダ / ダイノチャージブルーレンジャー役のヨシ・スダルソが友情出演している。

## 批判
人気を得ると同時に敵と戦闘を繰り広げるという内容から「暴力的である」という批判が存在し、ノルウェー・デンマーク・カナダ・ニュージーランドでは前述の通り、暴力番組として一度打ち切られている。人気の高さと経済的な影響の大きさから打ち切りを免れているが、アメリカにおいても暴力的な番組として政府から批判され、放送中止を要求されたこともあった。
アメリカの教育者ダイアン・レヴィンとナンシー・カールソンは「実写番組であるため漫画と違い、子供が現実とファンタジーの区別がつかなくなる」と問題視しており、スウェーデンの哲学者シセラ・ボクは「パワーレンジャーは子供を攻撃的にし、暴力に対して鈍感にさせてしまう側面がある」と述べている。

## 作品

### テレビシリーズ
| #   | 作品名                                                 | 英題                                      | 原作                                                                               | 放送年          | 放送話数        | 通算回数      |
| --- | ------------------------------------------------------ | ----------------------------------------- | ---------------------------------------------------------------------------------- | --------------- | --------------- | ------------- |
| 1   | マイティ・モーフィン・パワーレンジャー（シーズン1）    | Mighty Morphin Power Rangers season 1     | 『恐竜戦隊ジュウレンジャー』                                                       | 1993年 - 1994年 | 全60話          | 第1 - 60回    |
| 2   | マイティ・モーフィン・パワーレンジャー（シーズン2）    | Mighty Morphin Power Rangers season 2     | 『恐竜戦隊ジュウレンジャー』 『五星戦隊ダイレンジャー』                            | 1994年 - 1995年 | 全52話          | 第61 - 112回  |
| 3   | マイティ・モーフィン・パワーレンジャー（シーズン3）    | Mighty Morphin Power Rangers season 3     | 『恐竜戦隊ジュウレンジャー』 『五星戦隊ダイレンジャー』 『忍者戦隊カクレンジャー』 | 1995年 - 1996年 | 全33話          | 第113 - 155回 |
| 3.5 | マイティ・モーフィン・エイリアンレンジャー             | Mighty Morphin Alien Rangers              | 『忍者戦隊カクレンジャー』                                                         | 1995年 - 1996年 | 全10話          | 第113 - 155回 |
| 4   | パワーレンジャー・ジオ                                 | Power Rangers Zeo                         | 『超力戦隊オーレンジャー』                                                         | 1996年          | 全50話          | 第156 - 205回 |
| 5   | パワーレンジャー・ターボ                               | Power Rangers Turbo                       | 『激走戦隊カーレンジャー』                                                         | 1997年          | 全45話          | 第206 - 250回 |
| 6   | パワーレンジャー・イン・スペース                       | Power Rangers in Space                    | 『電磁戦隊メガレンジャー』                                                         | 1998年          | 全43話          | 第251 - 293回 |
| 7   | パワーレンジャー・ロスト・ギャラクシー                 | Power Rangers Lost Galaxy                 | 『星獣戦隊ギンガマン』                                                             | 1999年          | 全45話          | 第294 - 338回 |
| 8   | パワーレンジャー・ライトスピード・レスキュー           | Power Rangers Lightspeed Rescue           | 『救急戦隊ゴーゴーファイブ』                                                       | 2000年          | 全40話          | 第339 - 378回 |
| 9   | パワーレンジャー・タイムフォース                       | Power Rangers Time Force                  | 『未来戦隊タイムレンジャー』                                                       | 2001年          | 全40話          | 第379 - 418回 |
| 10  | パワーレンジャー・ワイルドフォース                     | Power Rangers Wild Force                  | 『百獣戦隊ガオレンジャー』                                                         | 2002年          | 全40話          | 第419 - 458回 |
| 11  | パワーレンジャー・ニンジャストーム                     | Power Rangers Ninja Storm                 | 『忍風戦隊ハリケンジャー』                                                         | 2003年          | 全38話          | 第459 - 496回 |
| 12  | パワーレンジャー・ダイノサンダー                       | Power Rangers Dino Thunder                | 『爆竜戦隊アバレンジャー』                                                         | 2004年          | 全38話          | 第497 - 534回 |
| 13  | パワーレンジャー・S.P.D.                               | Power Rangers S.P.D.                      | 『特捜戦隊デカレンジャー』                                                         | 2005年          | 全38話          | 第535 - 572回 |
| 14  | パワーレンジャー・ミスティックフォース                 | Power Rangers Mystic Force                | 『魔法戦隊マジレンジャー』                                                         | 2006年          | 全32話          | 第573 - 604回 |
| 15  | パワーレンジャー・オペレーション・オーバードライブ     | Power Rangers Operation Overdrive         | 『轟轟戦隊ボウケンジャー』                                                         | 2007年          | 全32話          | 第605 - 636回 |
| 16  | パワーレンジャー・ジャングルフューリー                 | Power Rangers Jungle Fury                 | 『獣拳戦隊ゲキレンジャー』                                                         | 2008年          | 全32話          | 第637 - 668回 |
| 17  | パワーレンジャー・RPM                                  | Power Rangers RPM                         | 『炎神戦隊ゴーオンジャー』                                                         | 2009年          | 全32話          | 第669 - 700回 |
| RV  | マイティ・モーフィン・パワーレンジャー（リマスター版） | Mighty Morphin Power Rangers (re-version) | -                                                                                  | 2010年          | 全32話          | -             |
| 18  | パワーレンジャー・サムライ                             | Power Rangers Samurai                     | 『侍戦隊シンケンジャー』                                                           | 2011年          | 全20話＋特番3話 | 第701 - 723回 |
| 19  | パワーレンジャー・スーパーサムライ                     | Power Rangers Super Samurai               | 『侍戦隊シンケンジャー』                                                           | 2012年          | 全20話＋特番2話 | 第724 - 745回 |
| 20  | パワーレンジャー・メガフォース                         | Power Rangers Mega Force                  | 『天装戦隊ゴセイジャー』                                                           | 2013年          | 全20話＋特番2話 | 第746 - 767回 |
| 21  | パワーレンジャー・スーパーメガフォース                 | Power Rangers Super Megaforce             | 『天装戦隊ゴセイジャー』 『海賊戦隊ゴーカイジャー』                                | 2014年          | 全20話          | 第767 - 787回 |
| 22  | パワーレンジャー・ダイノチャージ                       | Power Rangers Dino Charge                 | 『獣電戦隊キョウリュウジャー』                                                     | 2015年          | 全20話＋特番2話 | 第788 - 809回 |
| 23  | パワーレンジャー・ダイノスーパーチャージ               | Power Rangers Dino Super Charge           | 『獣電戦隊キョウリュウジャー』                                                     | 2016年          | 全20話＋特番2話 | 第810 - 831回 |
| 24  | パワーレンジャー・ニンジャスティール                   | Power Rangers Ninja Steel                 | 『手裏剣戦隊ニンニンジャー』                                                       | 2017年          | 全20話＋特番2話 | 第832 - 853回 |
| 25  | パワーレンジャー・スーパーニンジャスティール           | Power Rangers Super Ninja Steel           | 『手裏剣戦隊ニンニンジャー』                                                       | 2018年          | 全20話＋特番2話 | 第854 - 875回 |
| 26  | パワーレンジャー・ビーストモーファーズ（シーズン1）    | Power Rangers Beast Morphers season 1     | 『特命戦隊ゴーバスターズ』                                                         | 2019年          | 全20話＋特番2話 | 第876 - 897回 |
| 27  | パワーレンジャー・ビーストモーファーズ（シーズン2）    | Power Rangers Beast Morphers season 2     | 『特命戦隊ゴーバスターズ』                                                         | 2020年          | 全20話＋特番2話 | 第898 - 919回 |
| 28  | パワーレンジャー・ダイノフューリー（シーズン1）        | Power Rangers Dino Fury season 1          | 『騎士竜戦隊リュウソウジャー』                                                     | 2021年          | 全22話          | 第920 - 941回 |
| 29  | パワーレンジャー・ダイノフューリー（シーズン2）        | Power Rangers Dino Fury season 2          | 『騎士竜戦隊リュウソウジャー』                                                     | 2022年          | 全22話          | 第942 - 963回 |
| 30  | パワーレンジャー・コズミックフューリー                 | Power Rangers Cosmic Fury                 | 『騎士竜戦隊リュウソウジャー』 『宇宙戦隊キュウレンジャー』                        | 2023年          | 全10話          | 第964 - 973回 |

アメリカにおいては新番組は秋から放送されることが通例だが、本シリーズは『ジオ』以降春からの放送となっている。これは玩具の企画スケジュールなどの関係でバンダイから要望されたものである。

### 劇場版
|   | 作品名                                              | 原題                                    | 公開年 |
| - | --------------------------------------------------- | --------------------------------------- | ------ |
| 1 | パワーレンジャー 映画版                             | Mighty Morphin Power Rangers: The Movie | 1995年 |
| 2 | パワーレンジャー・ターボ・映画版・誕生!ターボパワー | Turbo: A Power Rangers Movie            | 1997年 |
| 3 | パワーレンジャー                                    | Power Rangers                           | 2017年 |

### 特別編
|   | 作品名                                                         | 原題                                        | 公開年 |
| - | -------------------------------------------------------------- | ------------------------------------------- | ------ |
| 1 | マイティ・モーフィン パワーレンジャー: ワンス & オールウェイズ | Mighty Morphin Power Rangers: Once & Always | 2023年 |

### ゲーム
基本的に日本国内では発売されていない。
| 発売年 | 作品名                                             | 原題                                               | 備考                                                                                        |
| ------ | -------------------------------------------------- | -------------------------------------------------- | ------------------------------------------------------------------------------------------- |
| 1994   | パワーレンジャー                                   | Mighty Morphin Power Rangers                       | 日本では1995年にSFC版のみ発売。                                                             |
| 1995   | Mighty Morphin Power Rangers: The Movie            | Mighty Morphin Power Rangers                       |                                                                                             |
| 1995   | Mighty Morphin Power Rangers: The Fighting Edition | Mighty Morphin Power Rangers: The Fighting Edition |                                                                                             |
| 2017   | パワーレンジャー・レガシーウォーズ                 | Power Rangers: Legacy Wars                         |                                                                                             |
| 2017   | パワーレンジャー・ハイパーフォース                 | Power Rangers Hyperforce                           | TRPG、2017年 - 2018年・Web番組配信                                                          |
| 2019   | Power Rangers: Battle for the Grid                 | Power Rangers: Battle for the Grid                 | 『ストリートファイター』シリーズからリュウと春麗がゲスト出演。日本では2021年にSteamで配信。 |
| 不明   | Power Rangers Card Battle                          | Power Rangers Card Battle                          | データカードダス。                                                                          |

### スピンオフ作品
本シリーズの成功を受けて、同様に日本の特撮部分と現地のドラマ部分を組み合わせる方式のスピンオフ作品が制作された。これらの作品群が作られた理由として、トニー・オリバーは「（パワーレンジャーの）模倣番組が作られる前に自分たちの手で作った」と述べている。
| 作品名                                           | 英題                 | 原作                                                   | 放送年          | 放送話数                               |
| ------------------------------------------------ | -------------------- | ------------------------------------------------------ | --------------- | -------------------------------------- |
| VR Troopers バーチャル戦士トゥルーパーズ（邦題） | VR Troopers          | 時空戦士スピルバン 超人機メタルダー 宇宙刑事シャイダー | 1994年 - 1996年 | シーズン1全52話 シーズン2全40話 全92話 |
| マスクド・ライダー                               | Masked Rider         | 仮面ライダーBLACK RX                                   | 1995年 - 1996年 | 全40話                                 |
| ビッグ・バッド・ビートルボーグ                   | Big Bad Beetleborgs  | 重甲ビーファイター                                     | 1996年 - 1997年 | 全53話                                 |
| ビートルボーグ・メタリックス                     | Beetleborgs Metallix | ビーファイターカブト                                   | 1997年 - 1998年 | 全35話                                 |

『パワーレンジャー・ターボ』の時期に脇役のバルクとスカルを主役としたテレビシリーズの制作が予定されていたが、中止となっている。

## パワーレンジャーメンバー
★はリーダー、◆はサブリーダー、☆は女戦士
括弧内は原作での名称

### マイティ・モーフィン・パワーレンジャー

#### パワーレンジャー
- レッドレンジャー ★（ティラノレンジャー）
- ブラックレンジャー ◆（マンモスレンジャー）
- ブルーレンジャー ◆（トリケラレンジャー）
- イエローレンジャー ☆（タイガーレンジャー）
- ピンクレンジャー ☆（プテラレンジャー）
- グリーンレンジャー（ドラゴンレンジャー）
  - → ホワイトレンジャー ★（キバレンジャー）

#### エイリアンレンジャー
- アクェイターレッドレンジャー ◆（ニンジャレッド）
- アクェイターホワイトレンジャー ★☆ （ニンジャホワイト）
- アクェイターブルーレンジャー（ニンジャブルー）
- アクェイターイエローレンジャー（ニンジャイエロー）
- アクェイターブラックレンジャー（ニンジャブラック）

### パワーレンジャー・ジオ
- ジオレンジャー5 ・レッド★（オーレッド）
- ジオレンジャー4 ・グリーン◆（オーグリーン）
- ジオレンジャー3・ブルー（オーブルー）
- ジオレンジャー2 ・イエロー☆（オーイエロー）
- ジオレンジャー1・ピンク ☆（オーピンク）
- ゴールドジオレンジャー（キングレンジャー）

### パワーレンジャー・ターボ
- レッドターボレンジャー ★（レッドレーサー）
- ブルーターボレンジャー（ブルーレーサー）
- グリーンターボレンジャー ◆（グリーンレーサー）
- イエローターボレンジャー ☆（イエローレーサー）
- ピンクターボレンジャー ☆（ピンクレーサー）
- ファントムレンジャー（VRVマスター）

### パワーレンジャー・イン・スペース
- レッドスペースレンジャー（メガレッド）
  - → レッド・バトライズド・レンジャー
- ブラックスペースレンジャー （メガブラック）
- ブルースペースレンジャー★（メガブルー）
- イエロースペースレンジャー ◆☆（メガイエロー）
- ピンクスペースレンジャー ☆（メガピンク）
- シルバースペースレンジャー（メガシルバー）

### パワーレンジャー・ロスト・ギャラクシー
- ギャラクシーレッドレンジャー ★（ギンガレッド）
  - → レッド・アーマード・パワーレンジャー
- ギャラクシーグリーンレンジャー ◆（ギンガグリーン）
- ギャラクシーブルーレンジャー（ギンガブルー）
- ギャラクシーイエローレンジャー ☆（ギンガイエロー）
- ギャラクシーピンクレンジャー ☆（ギンガピンク）
- マグナ・ガーディアン（黒騎士ヒュウガ）

### パワーレンジャー・ライトスピード・レスキュー
- レッドライトスピードレンジャー ★（ゴーレッド）
  - → トランス・アーマー・サイクル
- ブルーライトスピードレンジャー ◆（ゴーブルー）
  - → メガバトル・ブルー
- グリーンライトスピードレンジャー（ゴーグリーン）
  - → メガバトル・グリーン
- イエローライトスピードレンジャー ☆（ゴーイエロー）
- ピンクライトスピードレンジャー ☆（ゴーピンク）
- タイタニアムレンジャー

### パワーレンジャー・タイムフォース
- レッドタイムフォースレンジャー ◆（タイムレッド）
  - → レッド・バトル・ウォーリア
- ピンクタイムフォースレンジャー ★☆（タイムピンク）
- ブルータイムフォースレンジャー（タイムブルー）
- イエロータイムフォースレンジャー ☆（タイムイエロー）
- グリーンタイムフォースレンジャー（タイムグリーン）
- クォンタムレンジャー（タイムファイヤー）
  - → メガバトルアーマー

### パワーレンジャー・ワイルドフォース
- レッドライオンレンジャー ★（ガオレッド）
- イエローイーグルレンジャー ◆☆（ガオイエロー）
- ブルーシャークレンジャー（ガオブルー）
- ブラックバイソンレンジャー（ガオブラック）
- ホワイトタイガーレンジャー ☆（ガオホワイト）
- ルナウルフレンジャー（ガオシルバー）

### パワーレンジャー・ニンジャストーム

#### ウィンドレンジャー（ハリケンジャー）
- レッドウィンドレンジャー ★（ハリケンレッド）
- ブルーウィンドレンジャー ☆（ハリケンブルー）
- イエローウィンドレンジャー ◆（ハリケンイエロー）

#### サンダーレンジャー（ゴウライジャー）
- クリムゾンサンダーレンジャー ◆（カブトライジャー）
- ネイビーサンダーレンジャー（クワガライジャー）

#### その他のニンジャストーム
- グリーンサムライレンジャー（シュリケンジャー）

### パワーレンジャー・ダイノサンダー
- レッドダイノレンジャー ◆（アバレッド）
  - → トリケラマックスレンジャー（アバレマックス）
- ブルーダイノレンジャー （アバレブルー）
- イエローダイノレンジャー ☆（アバレイエロー）
- ブラックダイノレンジャー ★ （アバレブラック）
- ホワイトダイノレンジャー（アバレキラー）

### パワーレンジャー・S.P.D.
- S.P.D.レッドレンジャー ★（デカレッド）
- S.P.D.ブルーレンジャー ◆（デカブルー）
- S.P.D.グリーンレンジャー（デカグリーン）
- S.P.D.イエローレンジャー ☆（デカイエロー）
- S.P.D.ピンクレンジャー ☆（デカピンク）
- S.P.D.オメガレンジャー（デカブレイク）
- S.P.D.キャットレンジャー ☆（デカスワン）
- S.P.D.シャドウレンジャー（デカマスター）

### パワーレンジャー・ミスティックフォース
- レッドミスティックレンジャー ★（マジレッド）
  - → レッドドラゴンファイヤーレンジャー
- イエローミスティックレンジャー（マジイエロー）
- ブルーミスティックレンジャー ☆（マジブルー）
- ピンクミスティックレンジャー ☆（マジピンク）
- グリーンミスティックレンジャー ◆（マジグリーン）
  - → ミスティックマッスル（マジグリーンマッスル）
- ホワイトミスティックレンジャー ☆（マジマザー）
- ソラリスナイト（マジシャイン）
- ウルフ・ウォーリアー（ウルザードファイヤー）

### パワーレンジャー・オペレーション・オーバードライブ
- OODレッドレンジャー ★（ボウケンレッド）
- OODブラックレンジャー（ボウケンブラック）
- OODブルーレンジャー（ボウケンブルー）
- OODイエローレンジャー ☆（ボウケンイエロー）
- OODピンクレンジャー ◆☆（ボウケンピンク）
- OODマーキュリーレンジャー（ボウケンシルバー）

### パワーレンジャー・ジャングルフューリー
- ジャングルフューリーレッドレンジャー（ゲキレッド）
- ジャングルフューリーイエローレンジャー ★☆（ゲキイエロー）
- ジャングルフューリーブルーレンジャー ◆（ゲキブルー）
- ジャングルフューリーウルフレンジャー（ゲキバイオレット）
- ジャングルフューリーライノレンジャー（ゲキチョッパー）

### パワーレンジャー・RPM
- レンジャーオペレーターシリーズレッド ★（ゴーオンレッド）
- レンジャーオペレーターシリーズブルー ◆（ゴーオンブルー）
- レンジャーオペレーターシリーズイエロー ☆（ゴーオンイエロー）
- レンジャーオペレーターシリーズグリーン（ゴーオングリーン）
- レンジャーオペレーターシリーズブラック（ゴーオンブラック）
- レンジャーオペレーターシリーズゴールド（ゴーオンゴールド）
- レンジャーオペレーターシリーズシルバー ☆（ゴーオンシルバー）

### パワーレンジャー・サムライ→スーパーサムライ
- サムライレッドレンジャー ★（シンケンレッド）
- サムライブルーレンジャー ◆（シンケンブルー）
- サムライピンクレンジャー ☆（シンケンピンク）
- サムライグリーンレンジャー（シンケングリーン）
- サムライイエローレンジャー ☆（シンケンイエロー）
- サムライゴールドレンジャー（シンケンゴールド）

### パワーレンジャー・メガフォース→スーパーメガフォース
- レッドメガフォースレンジャー ★（ゴセイレッド）
  - →レッドスーパーメガフォースレンジャー（ゴーカイレッド）
- ブルーメガフォースレンジャー ◆（ゴセイブルー）
  - →ブルースーパーメガフォースレンジャー（ゴーカイブルー）
- イエローメガフォースレンジャー ☆（ゴセイイエロー）
  - →イエロースーパーメガフォースレンジャー（ゴーカイイエロー）
- ブラックメガフォースレンジャー（ゴセイブラック）
  - →グリーンスーパーメガフォースレンジャー（ゴーカイグリーン）
- ピンクメガフォースレンジャー ☆（ゴセイピンク）
  - →ピンクスーパーメガフォースレンジャー（ゴーカイピンク）
- シルバースーパーメガフォースレンジャー（ゴーカイシルバー）

### パワーレンジャー・ダイノチャージ→ダイノスーパーチャージ
- ダイノチャージレッドレンジャー ★（キョウリュウレッド）
  - →Tレックススーパーチャージレッドレンジャー（キョウリュウレッド・カーニバル）
- ダイノチャージブラックレンジャー ◆（キョウリュウブラック）
- ダイノチャージブルーレンジャー（キョウリュウブルー）
- ダイノチャージグリーンレンジャー（キョウリュウグリーン）
- ダイノチャージピンクレンジャー ☆（キョウリュウピンク）
- ダイノチャージゴールドレンジャー（キョウリュウゴールド）
- ダイノチャージアクアレンジャー（キョウリュウシアン）
- ダイノチャージグラファイトレンジャー（キョウリュウグレー）
- ダイノチャージパープルレンジャー ☆（キョウリュウバイオレット）
- ダイノチャージシルバーレンジャー（キョウリュウシルバー）

### パワーレンジャー・ニンジャスティール→スーパーニンジャスティール
- ニンジャスティールレッドレンジャー ★（アカニンジャー）
  - →ライオンファイヤーレッドレンジャー（アカニンジャー超絶）
- ニンジャスティールブルーレンジャー ◆（アオニンジャー）
  - →ライオンファイヤーブルーレンジャー（アオニンジャー超絶）
- ニンジャスティールイエローレンジャー（キニンジャー）
  - →ライオンファイヤーイエローレンジャー（キニンジャー超絶）
- ニンジャスティールホワイトレンジャー ☆（シロニンジャー）
- ニンジャスティールピンクレンジャー ☆（モモニンジャー）
- ニンジャスティールゴールドレンジャー（スターニンジャー）
  - →ライオンファイヤーゴールドレンジャー（スターニンジャー超絶）
  - →スーパーゴールドレンジャー（スーパースターニンジャー）

### パワーレンジャー・ビーストモーファーズ
- レッドビーストモーファーズレンジャー ★（レッドバスター）
- ブルービーストモーファーズレンジャー  ◆（ブルーバスター）
- イエロービーストモーファーズレンジャー ☆（イエローバスター）
- ゴールドビーストモーファーズレンジャー（ビートバスター）
- シルバービーストモーファーズレンジャー（スタッグバスター）

### パワーレンジャー・ダイノフューリー
- ダイノフューリーレッドレンジャー ★（リュウソウレッド）
  - →ダイノフューリーゼニスレンジャー
- ダイノフューリーブルーレンジャー（リュウソウブルー）
- ダイノフューリーピンクレンジャー ◆☆（リュウソウピンク）
- ダイノフューリーグリーンレンジャー ☆（リュウソウグリーン）
- ダイノフューリーブラックレンジャー（リュウソウブラック）
- ダイノフューリーゴールドレンジャー（リュウソウゴールド）

### パワーレンジャー・コズミックフューリー
- コズミックフューリーレッドレンジャー★☆
- コズミックフューリーブルーレンジャー
- コズミックフューリーグリーンレンジャー☆
- コズミックフューリーブラックレンジャー
- コズミックフューリーゴールドレンジャー
- コズミックフューリーオレンジレンジャー☆
- コズミックフューリーゼニスレンジャー◆

## 新たなる戦士

### マイティ・モーフィン・パワーレンジャー
- ニンジャー（ニンジャマン）

### パワーレンジャー・ターボ
- ブルーコマンダー（シグナルマン）

### パワーレンジャー・ジャングルフューリー
- スピリットレンジャー
  - ジャングルフューリーエレファントレンジャー
  - ジャングルフューリーバットレンジャー
  - ジャングルフューリーシャークレンジャー

### パワーレンジャー・メガフォース→スーパーメガフォース
- ロボナイト（ゴセイナイト）

### パワーレンジャー・コズミックフューリー
- ダイノチャージダークレンジャー(デスリュウジャー)

## 偽者レンジャー / 悪のレンジャー

### マイティ・モーフィン・パワーレンジャー
- ニセパワーレンジャー（第38話に登場）
- 悪のパワーレンジャー（第59話に登場）
- ダークレンジャー（第72・73話に登場）
  - レッド・ダークレンジャー
  - ブラック・ダークレンジャー
  - ブルー・ダークレンジャー
  - ☆イエロー・ダークレンジャー
  - ☆ピンク・ダークレンジャー
- 悪のグリーンレンジャー（第104 - 106話に登場）

### パワーレンジャー・ターボ
- シャドウレンジャー（第4話に登場）

### パワーレンジャー・イン・スペース
- サイコレンジャー（第31話から登場）
  - サイコレッド（ネジレッド）
  - サイコブラック（ネジブラック）
  - サイコブルー（ネジブルー）
  - ☆サイコイエロー（ネジイエロー）
  - ☆サイコピンク（ネジピンク）

### パワーレンジャー・ライトスピード・レスキュー
- サイボーグレンジャー（第7話に登場）

### パワーレンジャー・タイムフォース
- 悪のパワーレンジャー（第18話に登場）

### パワーレンジャー・ワイルドフォース
- シャドウレンジャー（第36話に登場）

### パワーレンジャー・ニンジャストーム
- 平行世界のパワーレンジャー（第30話に登場）

### パワーレンジャー・ダイノサンダー
- 悪のホワイトレンジャー（第21話から登場）

### パワーレンジャー・S.P.D.
- A-スクワッド
  - ★☆レッドレンジャー
  - ブルーレンジャー
  - グリーンレンジャー
  - イエローレンジャー
  - ☆ピンクレンジャー

### パワーレンジャー・ミスティックフォース
- ダークレンジャー（第28話に登場）

### パワーレンジャー・スーパーニンジャスティール
- ロボレンジャー軍団
  - ロボ・MMPRレッドレンジャー
  - ☆ロボ・ピンクターボレンジャー
  - ロボ・ブルースペースレンジャー
  - ★ロボ・ブラックダイノレンジャー
  - ロボ・ホワイトダイノレンジャー
  - ロボ・サムライゴールドレンジャー
  - ☆ロボ・イエローメガフォースレンジャー

### パワーレンジャー・コズミックフューリー
- イビル・ブルーレンジャー